# Samut Songkhram (voetbalclub)
Samut Songkhram Football Club (Thai: สโมสรฟุตบอลจังหวัดสมุทรสงคราม) een Thaise voetbalclub uit de stad Samut Songkhram. De club werd opgericht in 2004.
Bangkok United FC ·
BG Pathum United ·
Buriram United ·
Chiangrai United ·
KhonKaen United ·
Lamphun Warriors FC ·
Muangthong United ·
Nakhon Pathom United ·
Nakhon Ratchasima FC ·
Nongbua Pitchaya FC ·
Port FC · 
PT Prachuap FC ·
Ratchaburi FC ·
Sukhothai FC ·
Rayong FC ·
Uthai Thani FC ·